# Wellington Rocha
Wellington Rocha (sinh ngày 4 tháng 10 năm 1990) là một cầu thủ bóng đá người Đông Timor.

## Đội tuyển bóng đá quốc gia Đông Timor
Wellington Rocha thi đấu cho đội tuyển bóng đá quốc gia Đông Timor từ năm 2012.

## Thống kê sự nghiệp
| Đội tuyển bóng đá Đông Timor | Đội tuyển bóng đá Đông Timor | Đội tuyển bóng đá Đông Timor |
| Năm                          | Trận                         | Bàn                          |
| ---------------------------- | ---------------------------- | ---------------------------- |
| 2012                         | 4                            | 0                            |
| Tổng cộng                    | 4                            | 0                            |